# Kanako Ito
Kanako Ito (伊藤 香菜子 Itō Kanako?), född 20 juli 1983, är en japansk fotbollsspelare som spelar för Chifure AS Elfen Saitama.
Kanako Ito spelade 13 landskamper för det japanska landslaget.